# Gustav Fiedler
Gustav Fiedler (25. března 1849 Trutnov – 27. dubna 1936 Moravská Ostrava) byl šestým moravskoostravským starostou.

## Život
Narodil se v rodině báňského inženýra Leopolda Fiedlera, pozdějšího vrchního horního rady. Leopold Fiedler roku 1850 získal funkci představeného horního inspektorátu Severní dráhy Ferdinandovy v Moravské Ostravě a s ním se do nového působiště přestěhovala i jeho rodina. Gustav Fiedler vystudoval německé gymnázium v Těšíně a poté práva ve Vídni. Po jejich ukončení se vrátil zpět do Moravské Ostravy. Zde si v roce 1878 otevřel vlastní právnickou praxi a v témže roce se oženil s Idou Goldovou.
Roku 1879 započal svou politickou kariéru úspěšnou kandidaturou do obecního výboru. V roce 1882 byl zvolen do městské rady. Jako radní velmi často zastupoval starostu Johannyho, který se věnoval povinnostem spojeným s poslaneckým mandátem v moravském zemském sněmu. Dne 23. dubna 1901 pak byl zvolen na uvolněné místo starosty. Tento úřad zastával dlouhých sedmnáct let. Odstoupil v květnu 1918, kdy se vzdal funkce v důsledku vývoje válečných událostí a neúspěchu při řešení zásobovací situace ve městě. I po abdikaci však zůstal členem obecní rady a převzal oblast chudinské péče a ochrany dětí.
Jako starosta věnoval pozornost zlepšení zásobování města pitnou vodou, rozvoji místních drah, modernizaci veřejné nemocnice, výstavbě německých škol apod. Byl jedním z iniciátorů založení uměleckoprůmyslového muzea. Za svou aktivitu na poli obecní politiky byl dvakrát vyznamenán. V roce 1906 získal rytířský řád Františka Josefa, podruhé byl vyznamenán u příležitosti oslav osmdesátých narozenin rakouského císaře, a to řádem železné koruny III. třídy za obecně prospěšnou a humanitární činnost.
Kromě advokátní praxe a práce starosty vykonával také funkci poslance zemského moravského sněmu. Byl členem řady společenských organizací. Zastával rovněž významné funkce v řadě městských podniků, např. stál v čele moravskoostravské spořitelny, byl členem správní rady Moravskoostravské elektrárenské akciové společnosti, Obchodní a živnostenské banky v Moravské Ostravě či cenzorem filiálky Rakousko-uherské banky. Jeho jméno nalezneme rovněž mezi členy okresního silničního výboru, místní školní rady. Byl taktéž předsedou bruslařského spolku i průmyslového a živnostenského muzea. Dlouhá léta byl členem spolku dobrovolných hasičů.
Po vzniku republiky se zcela stáhl do ústraní. Pod pseudonymem „Starý Ostravan“ psal články s historickou tematikou do novin Ostrauer Zeitung. Zemřel v Moravské Ostravě ve věku 87 let.